# Ліле (вино)

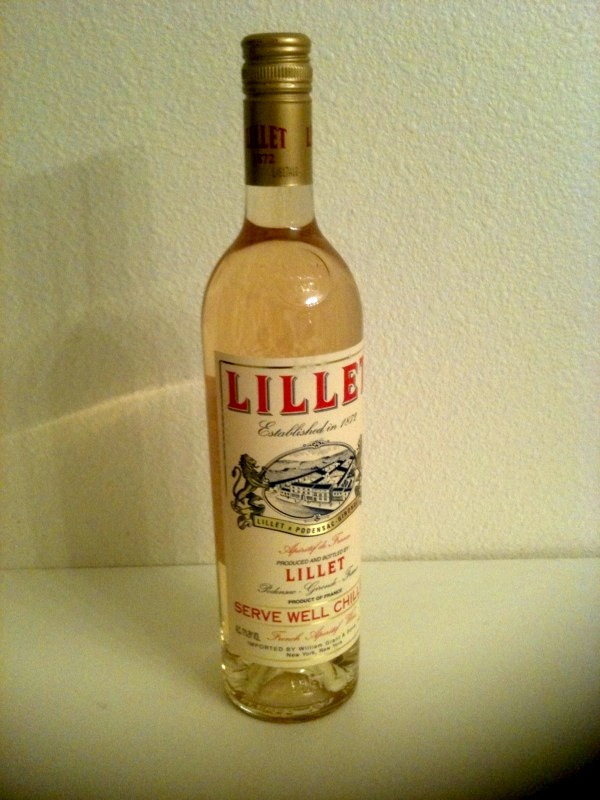
Пляшка лікеру Ліле

Ліле́ (фр. Lillet, [li'le]) — марка французького аперитивного вина. Воно виготовляється у вигляді бленду з 85% бордоських вин (Совіньйон Блан, Семільйон та Мускатель — білий бленд; Мерло, Каберне Совіньйон — червоний бленд) і 15% мацерованих лікерів, як правило цитрусових. Ліле визріває в дубових бочках. Виготовляється з кінця 19 сторіччя.
Ліле подається при температурі 6-8 градусів Цельсію з нарізаними цитрусовими.

## Подання
Ліллет п'ють як аперитив: дуже холодний, з кубиками льоду і з долькою лайма або апельсина. Він також підходить для змішування довгих напоїв або коктейлів.
З 2020 року компанія Lillet опублікувала кілька рецептів коктейлів, таких як «Lillet Wild Berry», «Lillet Vive» і «Lillet Rosé White Peach», частково у співпраці з виробником безалкогольних напоїв Schweppes. Зокрема, Lillet Wild Berry став модним літнім напоєм у Німеччині. 

## У культурі
- WildBerry Lillet - кліп популярних німецьких молодіжних співачок Nina China і Juju.